# Zamachy w Moskwie (1977)
Zamachy w Moskwie – seria trzech zamachów terrorystycznych z 8 stycznia 1977 roku przeprowadzone w różnych częściach Moskwy.
O godzinie 17:33 wybuchła bomba w wagonie metra moskiewskiego na linii Arbatsko-Pokrowskiej pomiędzy stacjami Izmajłowskaja (ros. «Измайловская») i Pierwomajskaja (ros. «Первомайская»). O godzinie 18:05 eksplodowała bomba w hali targowej sklepu nr 15 na ulicy Dzierżyńskiego, aktualnie ulica Bolszaja Łubianka (ros. Большая Лубянка), niedaleko budynku KGB znanego jako Łubianka. O godzinie 18:10 eksplodowała bomba koło sklepu nr 5 na ulicy 25 Października (ros. 25 Октября), aktualnie ulica Nikolska (ros. Никольская), prowadzącej z Łubianki do Placu Czerwonego.
W rezultacie zamachu zginęło 7 osób (wszyscy w wyniku eksplozji w metrze), 37 osób zostało rannych.
16–23 stycznia 1978 odbył się proces w wyniku którego został ogłoszony wyrok skazujący na karę śmierci trzech aktywistów podziemnej ormiańskiej organizacji nacjonalistycznej. 30 stycznia 1978 rozstrzelano Stiepana Zatikiana, Akopa Stiepaniana i Zawena Bagdasariana. W kołach dysydenckich ZSRR krążyła opinia o niesprawiedliwym charakterze procesu i wyroku, twierdzono o niewinności skazanych.